# Olympiaworld Innsbruck
Olympiaworld Innsbruck er et indendørs stadion, beliggenede i Innsbruck, Østrig, tidligere var stadionet kendt som Olympiahalle Innsbruck. Det blev bygget i 1963, og har plads til 7.212 mennesker ved ishockey-kampe, og 15.000 pladser til håndboldkampe. På stadionet blev der spillet Vinter-OL 1964 og Vinter-OL 1976 i Ishockey.
Stadionet bliver også brugt i løbet af EM i håndbold 2010.